# Najmaldin Karim

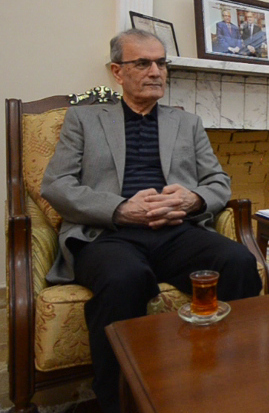
Najmaldin Karim im Juni 2014

Najmaldin Karim (* 12. August 1949 in Kirkuk, Irak; † 31. Oktober 2020 in Washington D.C., Vereinigte Staaten) war ein kurdischer, irakischer Politiker und war vom 3. April 2011 bis zum 14. September 2017 Gouverneur des Gouvernements Kirkuk. Er war Mitglied der Patriotischen Union Kurdistans (PUK).

## Leben
Karim wurde in Kirkuk geboren und ging dort zur Schule. Später studierte er Medizin an der Universität Mossul. Hier kam er mit kurdischen politischen Gruppen in Kontakt. Von 1972 bis 1975 nahm er an den Kämpfen der Peschmerga teil. Er zog 1975 in die USA, wo er zunächst in Washington, D.C. lebte. Nachdem er zusätzlich zur irakischen auch die amerikanische Staatsbürgerschaft annahm, zog er nach Silver Spring, wo er sich als Neurochirurg niederließ. Er kehrte 2009 in den Irak zurück und wurde anschließend in das Parlament von Kirkuk sowie am 29. März 2011 zum Gouverneur von Kirkuk gewählt.
Karim sprach sich bei einem Interview am 21. Juni 2014 für einen unabhängigen kurdischen Staat aus. Am 31. Oktober 2020 starb Karim im Alter von 71 Jahren im Krankenhaus in den USA.

## Trivia
Als der Präsident der Vereinigten Staaten Ronald Reagan nach dem Attentat 1981 in die Notaufnahme eingeliefert wurde, hatte Karim Dienst.
Karim leitete das Ärzteteam, welches 2012–2014 den ehemaligen irakischen Präsidenten und seinen Parteifreund Dschalal Talabani nach dessen Schlaganfall versorgte.